# Pragmatik
För det filosofiska begreppet, se pragmatism
Pragmatik är en disciplin inom språkfilosofin och språkvetenskapen. Pragmatik är läran om språkets användning och hur fraser tolkas olika beroende på deras kontext. En pragmatisk sats är en sats som bara i vissa fall ska tolkas bokstavligt.

## Studiet av pragmatik
Ordet pragmatisk betyder nyttobetonad eller resultatinriktad och det är oftast en handling som söks när man använder sig av en pragmatisk sats. Eftersom en pragmatikforskare studerar språkets användning måste denne utgå ifrån vilka det talade språkets funktioner är. De tre huvuduppgifterna hos ett språk är att förmedla information, att ge uppmaningar samt att uttrycka känslor. Tre mindre uppgifter är att förstärka handlingar (en så kallad performativ funktion) och att söka av statusnivåer och våglängder mellan människor i inledande faser av ett samtal. En pragmatiker studerar språket för att undersöka talarens syfte, yttrandets betydelse för en viss talare i ett visst sammanhang vid en viss tidpunkt, eventuella implikationer i yttrandet och hur de båda talarna förhåller sig till varandra (både socialt och fysiskt). Även talsituationella regler (underförstådda regler som bland annat bestämmer när man byter talare i ett samtal) och på vilket sätt talaren använder sig av intonation för att förmedla sitt budskap är av intresse.

## Vanliga användningsområden
Pragmatik förekommer i talspråk och användningen sker automatiskt. Anledningen till att man använder pragmatiska satser kan vara att man av olika skäl vill uttrycka sitt budskap finare i sociala sammanhang genom att exempelvis omvandla en uppmaning till en fråga, ett påstående till en uppmaning eller en befallning till en fråga. Den pragmatik som används skiljer sig en del mellan olika sociala nivåer i samhället och självklart ännu mer mellan olika kultursfärers språkanvändning. Det sistnämnda gör att pragmatiska satser är intressanta för översättare.

### Pragmatisk kompetens
Att ha pragmatisk kompetens innebär att man har erfarenheter av hur språk används och klarar av att utföra rätt handling när en pragmatisk sats riktas mot en. Pragmatisk kompetens kräver lång erfarenhet och denna kan bara övas upp i sociala situationer och det är därför vanligt att ha problem med sin förståelse av pragmatik när man lär sig ett nytt språk likaväl som att barn har svårt att förstå pragmatiska satser när de är små. Hög pragmatisk kompetens är många gånger en förutsättning för att kunna ha ett väl fungerande samtal eftersom det är just denna som gör att man förstår när man ska byta talare i ett samtal, innebörden av pragmatiska fraser, vilken handling som efterfrågas i olika situationer och hur olika ord får olika betydelse genom användandet av intonation. Även personer som helt saknar talang för att tolka och analysera en skriven text brukar ha tillräckligt stor pragmatisk kompetens för att uppfatta även de minsta nyanser i talat språk och förstå dess innebörd.

## Pragmatiska satser
Ett exempel på vår förmåga att tolka pragmatiska satser är "Du vet inte vad klockan är(?)" Satsen är syntaktiskt sett formad som ett påstående, men kan också utgöra en fråga. Huruvida den uppfattas som en fråga eller ett påstående avgörs av det sammanhang och den språksituation den yttras i. I de allra flesta situationer kommer mottagaren att tolka just denna sats som en fråga, men sällan en fråga om huruvida han eller hon vet vad en klocka är för något. Mottagaren kommer troligen att svara på något helt annat, nämligen hur mycket klockan är, trots att detta inte ordagrant efterfrågas. Detta är bland mycket annat något som intresserar en pragmatiker.

### Några fler exempel på pragmatiska satser
”Vad instängt det är här”
Sändaren använder ett påstående för att konstatera ett faktum men väntar sig en åtgärd. Mottagaren förväntas tolka satsen som en uppmaning till att öppna ett fönster och därmed förbättra luftkvalitén.
”Kan du skicka mig saltet?”
I exemplet undrar inte sändaren om mottagaren är kapabel att skicka saltet med posten. Satsen är en uppmaning till mottagaren att utföra en handling, att skicka saltet. Vissa personer inom Autismspektrumet kan tolka satsen som dess bokstavliga innebörd – och svara ja eller nej, utan att utföra handlingen.
”Jag älskar verkligen min svärmor!”
Satsen uttrycker bokstavligt talat kärlek men kan även uttrycka ironi. Satsen måste tolkas i sitt sammanhang och sändarens intonation kommer att spela en avgörande roll för satsens betydelse.